# Tunnel de Limfjord
Le tunnel de Limfjord  (en danois : Limfjordstunnelen) est un tunnel autoroutier danois qui relie l’est d’Aalborg à l’est de Nørresundby. Inauguré le 6 mai 1969, c’est le premier tunnel autoroutier du pays. Le tunnel fait 582 mètres de long, pour 27,4 mètres de large. Le tunnel abrite une autoroute à 6 voies, faisant partie de l’E45. Le tunnel passe sous le Limfjord. C’est l’un des trois axes permanent entre Vendsyssel et Himmerlandsbanken. Plusieurs problèmes d’étanchéité ont été constatés quelques années après sa mise en service dus notamment à des joints défectueux. En 1996-97, le tunnel a été fermé sporadiquement au trafic pour une modification du béton et pour une consolidation de la structure qui finalement était touchée par la rouille.